# See the Morning
| Оценки критиков     | Оценки критиков |
| Источник            | Оценка          |
| ------------------- | --------------- |
| Allmusic            | [ 1 ]           |
| Jesus Freak Hideout | [ 2 ]           |

See the Morning — четвёртый студийный альбом американского исполнителя современной христианской музыки певца Криса Томлина, вышедший 26 сентября 2006 года на лейбле Sixstepsrecords. Продюсером были Ed Cash. Альбом получил две премии Dove Award в категориях Praise and Worship Album of the Year и Pop/Contemporary Album of the Year на церемонии 38th GMA Dove Awards.

## Об альбоме
Альбом получил положительные отзывы музыкальных критиков.
Диск Томлина достиг № 1 в чарте христианской музыки Christian Albums и дебютировал на № 15 в американском хит-параде Billboard 200.
Продюсером альбома стал Эд Кэш, альбом включил записи различных авторов, среди которых такие как Мэтт Редман, Robert Lowry, Steve Sharp, Jon Abel, Cary Pierce, Daniel Carson, Jesse Reeves, Chris Tomlin, Louie Giglio, Cash и сам Томлин.
Альбом был продан в количестве 116 тыс. копий к июню 2007 года и сертифицирован в золотом статусе RIAA в январе 2008.

## Список композиций
| №                   | Название                             | Автор(ы)                                      | Длительность |
| ------------------- | ------------------------------------ | --------------------------------------------- | ------------ |
| 1.                  | «How Can I Keep from Singing?»       | Robert Lowry, Chris Tomlin, Мэтт Редман       | 4:16         |
| 2.                  | «Made to Worship»                    | Steve Sharp, Tomlin, Ed Cash                  | 4:18         |
| 3.                  | «Let God Arise»                      | Jesse Reeves, Tomlin, Cash                    | 3:47         |
| 4.                  | «Everlasting God»                    | Brenton Brown, Kenny Riley                    | 4:22         |
| 5.                  | «Glory in the Highest»               | Danielle Carson, Matt Redman, Reeves, Tomlin  | 4:12         |
| 6.                  | «Awesome Is the Lord Most High»      | Jon Abel, Cary Pierce, Reeves, Tomlin         | 3:43         |
| 7.                  | «Glorious»                           | Reeves, Tomlin                                | 4:01         |
| 8.                  | «Uncreated One»                      | Tomlin, J.D. Walt                             | 4:48         |
| 9.                  | «Rejoice»                            | Reeves, Tomlin                                | 3:39         |
| 10.                 | «Let Your Mercy Rain»                | Reeves, Tomlin                                | 4:42         |
| 11.                 | «Amazing Grace (My Chains Are Gone)» | Louie Giglio, Tomlin, John Newton Traditional | 4:27         |
| Общая длительность: | Общая длительность:                  | Общая длительность:                           | 46:15        |

| №   | Название               | Длительность |
| --- | ---------------------- | ------------ |
| 12. | «Lion Became the Lamb» | 4:27         |

| №   | Название                                  | Длительность |
| --- | ----------------------------------------- | ------------ |
| 12. | «Enough» (Acoustic)                       | 3:46         |
| 13. | «Made to Worship» (Acoustic)              | 3:48         |
| 14. | «How Can I Keep from Singing?» (Acoustic) | 4:40         |
| 15. | «Over Me» (Original Demo)                 | 3:34         |

| №   | Название                                           | Длительность |
| --- | -------------------------------------------------- | ------------ |
| 12. | «Amazing Grace (My Chains Are Gone)» (Music Video) |              |
| 13. | «How Great Is Our God» (Music Video)               |              |
| 14. | «How Can I Keep from Singing?» (Music Video)       |              |
| 15. | «Let God Arise» (Music Video)                      |              |
| 16. | «Louie Giglio Talk: How Great Is Our God"»         |              |

## Позиции в чартах
| Чарт (2006)                      | Высшая позиция |
| -------------------------------- | -------------- |
| США (Billboard 200)              | 15             |
| США (Billboard Christian Albums) | 1              |

### Синглы
- «Made to Worship» (2006)
- «How Can I Keep From Singing?» (2007)
- «Amazing Grace (My Chains Are Gone)» (2007)

## Награды и номинации
Альбом получил две премии Dove Award в категориях Praise and Worship Album of the Year и Pop/Contemporary Album of the Year на церемонии 38th GMA Dove Awards. Песня «Made to Worship» также получила две номинации.